# Wassenaar Arrangement

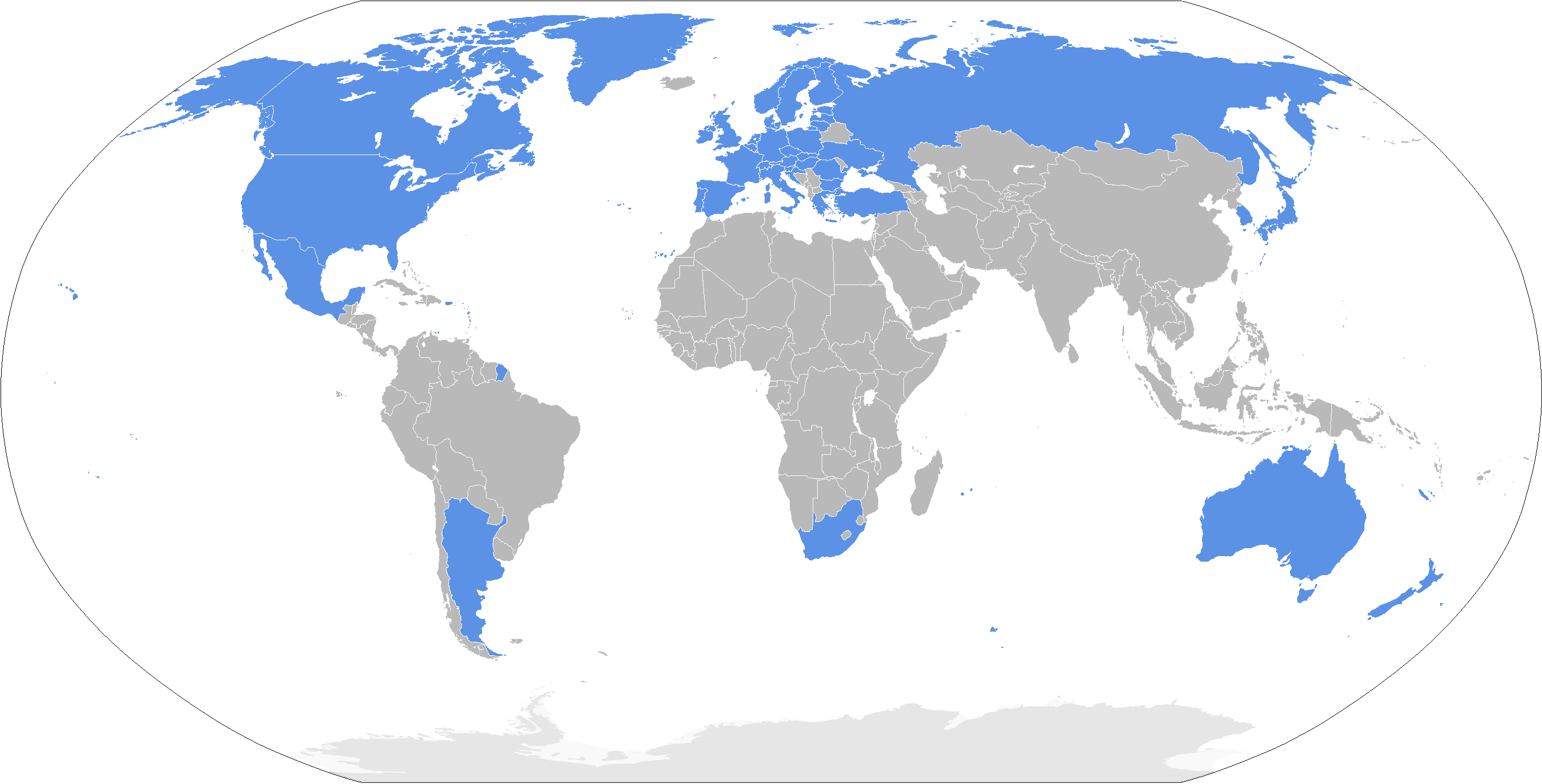
Deelnemers aan het Wassenaar Arrangement

Het Wassenaar Arrangement (voluit The Wassenaar Arrangement on Export Controls for Conventional Arms and Dual-Use Goods and Technologies) is een akkoord over de beperking van de export van conventionele wapens en van technologieën die ook voor militaire doeleinden kunnen worden gebruikt (zogeheten dual-use-technologieën). De afspraken werden op 19 december 1995 in Wassenaar uitgewerkt en op 12 mei 1996 werd in Wenen (Oostenrijk) het akkoord door 33 landen ondertekend. 
Het Wassenaar Arrangement is de opvolger van COCOM, dat voornamelijk de export van strategische technologieën aan marxistisch-leninistische staten aan banden moest leggen. 
Net als bij COCOM worden lijsten van goederen bijgehouden die relevant zijn voor bewapeningsdoeleinden. De deelnemende landen beslissen zelf over exportvergunningen, maar informeren elkaar via het secretariaat in Wenen. Hierdoor moet worden verhinderd dat een in het ene land afgewezen aanvraag in een ander deelnemend land wordt toegewezen.
De 42 deelnemende landen (situatie van september 2018) zijn: Argentinië, Australië, België, Bulgarije, Canada, Denemarken, Duitsland, Estland, Finland, Frankrijk, Griekenland, Hongarije, Ierland, India, Italië, Japan, Kroatië, Letland, Litouwen, Luxemburg, Malta, Mexico, Nieuw-Zeeland, Nederland, Noorwegen, Oekraïne, Oostenrijk, Polen, Portugal, Roemenië, Rusland, Slowakije, Slovenië, Spanje, Tsjechië, Turkije, Verenigd Koninkrijk, Verenigde Staten, Zuid-Afrika, Zuid-Korea, Zweden, Zwitserland.